# Carlos Altamirano Valenzuela
Carlos Altamirano Valenzuela (San Carlos, 23 de diciembre de 1954) es un artista visual chileno. En 1972 ingresó a la Universidad de Chile, sede Valparaíso, para estudiar arquitectura, pero permaneció allí sólo dos años. Se marchó a Santiago y se cambió a la carrera de Artes en la Universidad Católica.
Los inicios de Altamirano en el arte están ligados a la pintura y el grabado, áreas plásticas que quiso ampliar por medio de la incorporación de técnicas mixtas, collages y fotografías, que registró en vídeos e incorporó en diversas instalaciones.
Las obras realizadas en las décadas de 1970 y 1980, su primera etapa de creación, coincidieron con los acontecimientos históricos posteriores al Golpe militar de 1973 del general Pinochet. Estas obras, de carácter netamente cuestionador, ponían en tela de juicio tanto la sociedad como el propio arte, y se adecuaban al sentir del grupo de artistas opuestos al régimen militar, la llamada Escena de Avanzada. Durante los años posteriores centró su actividad en el mundo de la gráfica,y regresó a la escena artística ya en 1989.
Más adelante y desde una postura independiente retomó el tema de su interés: la creación de una historia del arte chileno, desmitificándola y relacionándola con imágenes cotidianas.
Ha realizado numerosas exposiciones individuales y colectivas, tanto a nivel nacional como internacional. Algunas de sus obras han pasado a engrosar las colecciones del Museo Nacional de Bellas Artes y del Museo Chileno de Arte Moderno. Participó en la IV Bienal de La Habana (1991), en la muestra del Pabellón Chileno en la Exposición Universal de Sevilla (1992), en la XLVII Bienal de Venecia (1995) y en la I Bienal de Artes Visuales del Mercosur (1997).